# Semjon Issaakowitsch Wolfkowitsch
Semjon Issaakowitsch Wolfkowitsch (russisch Семён Исаакович Вольфкович; * 11. Oktoberjul. / 23. Oktober 1896greg. in Ananjew; † 12. November 1980 in Moskau) war ein ukrainisch-sowjetischer Chemiker und Hochschullehrer.

## Leben
Wolfkowitschs Vater war Apotheker und starb 1919. Wolfkowitsch besuchte die Michail-Realschule in Moskau mit Abschluss 1913. Trotz des Abschlusses mit Auszeichnung konnte er wegen seiner jüdischen Abstammung nicht sogleich ein Studium an einer staatlichen Hochschule beginnen, so dass er zunächst an der Städtischen Moskauer Schanjawski-Volksuniversität studierte. 1915 wurde er Student an der technischen Fakultät des Moskauer Instituts für Volkswirtschaft (MINCh). Neben seinem Studium arbeitete er als Wehrdienstleistender in der chemischen Abteilung der Technischen Hochschule Moskau (MWTU) an Mineralstoffen. Zur Sicherung seines Lebensunterhalts arbeitete er 1915–1916 als Technischer Zeichner und Praktikant. Nach der Oktoberrevolution schloss er das Studium 1920 mit seiner Diplomarbeit über die Herstellung angereicherten Superphosphats ab, worauf er am Institut unterrichtete.
1921 begann Wolfkowitsch am Institut für Düngemittel des Obersten Rats für Volkswirtschaft zu arbeiten, in dem er Laboratoriumsleiter, Abteilungsleiter und schließlich Vizedirektor für die wissenschaftliche Arbeit wurde. Ab 1926 hielt er eine eigenständige Vorlesung über Mineralstoffe und Düngerherstellung am MINCh. 1929 ernannte ihn das Volkskommissariat für Bildung der RSFSR zum Dozenten am Lehrstuhl für Technologie der Mineralstoffe. 1930 wurde er Dozent an die MWTU und wurde nach zwei Jahren Leiter des Lehrstuhls für Allgemeine Technologie. Auch hielt er Vorlesungen an der Woroschilow-Akademie für chemische Verteidigung. Er war Dozent bei den ersten Kursen für Rote Direktoren. 1934 wurde er ohne Verteidigung einer Dissertation zum Doktor der chemischen Wissenschaften promoviert.
Im Forschungsinstitut für Dünger (NIU) gründete er zahlreiche Laboratorien, baute Vorproduktionsanlagen auf und organisierte die Ausbildung. 1939 wurde er zum Korrespondierenden Mitglied der Akademie der Wissenschaften der UdSSR (AN-SSSR) gewählt. 1940 ernannte ihn der Rat der Volkskommissare zum Mitglied des Wissenschaftlichen Rats des Gosplans und 1941 zum Mitglied des Wissenschaftlichen Rats  des Bevollmächtigten Staatlichen Komitees für Verteidigung, in dem er während des Deutsch-Sowjetischen Krieges eine der Sektionen leitete. 1945 wurde er Vorsitzender der chemischen Sektion und Mitglied des Technischen Rats des Volkskommissariats für die chemische Industrie der UdSSR. Nach dem Kriege wurde er 1946 Wirkliches Mitglied der AN-SSSR. 1947–1980 leitete Wolfkowitsch an der Lomonossow-Universität Moskau (MGU) den Lehrstuhl für chemische Technologie mit Ernennung zum Professor 1950.
Im Mittelpunkt der wissenschaftlichen Arbeit Wolfkowitschs stand die chemische Technologie der Mineraldünger. 1921 führte er zusammen mit J. I. Schukowski Versuche zur Sublimation von Phosphor im Elektroofen durch, auf deren Grundlage dann entsprechende Industrieöfen projektiert wurden. Einige Jahre lang leitete er die Arbeiten zur Untersuchung der Ammoniumdihydrogenphosphat-Technologie. Zusammen mit Anschel Petrowitsch Belopolski entwickelte er die Technologie zur Gewinnung von Soda und Ammoniumsulfat aus Mirabilit. 1932–1933 untersuchte er zusammen mit A. F. Winokurowa die Gewinnung von Borsäure, was dann im NIU zur Anwendung kam. Er entwickelte die Gewinnung von Kalisalzen aus Sylvinit. Er wirkte bei dem Aufbau der Chibinen-Apatit-Abbauanlage und des Kalikombinats in Solikamsk mit. Im NIU leitete er alle Forschungsarbeiten zur Anwendung des Apatits in der ausländischen Industrie. Er verfasste die erste Monografie über die Kalisalztechnologie in der UdSSR. Für seine Arbeiten wählten ihn die Arbeiter des Kalikombinats zum Ehrenaktivisten.

## Ehrungen, Preise
- Stalinpreis II. Klasse (1941)
- Orden des Roten Banners der Arbeit (1944)
- Leninorden (1945, 1954, 1966, 1971, 1975)
- Goldmedaille der All-Unions-Landwirtschaftsausstellung (1954, 1968), Große Goldmedaille (1960, 1964), Silbermedaille (1963)
- Mendelejew-Goldmedaille der AN-SSSR (1967)
- XXII. Mendelejew-Vorlesung (1968)
- Lomonossow-Goldmedaille (1976)